# G.55 (航空機)
G.55 チェンタウロ
飛行するG.55 
(第2グルッポ所属、1944年撮影)
- 用途：戦闘機
- 分類：戦闘機
- 設計者：ジュゼッペ・ガブリエッリ
- 製造者：フィアット社
- 運用者：

  -  イタリア王立空軍
  -  イタリア国家空軍（英語版）[注釈 1]
  -  イタリア共和国空軍
  -  アルゼンチン空軍
  -  エジプト空軍
- 初飛行：1942年4月30日
- 生産数：274機 (戦時) 75機 (戦後)[1]
- 生産開始：1943年
- 運用開始：1943年6月
- 退役：1945年
- 運用状況：退役
- ユニットコスト：535,000伊リラ[注釈 2][2]

G.55 チェンタウロ（Fiat G.55 Centauro、ケンタウルスの意）は、イタリアのフィアット社が開発し、第二次世界大戦中から戦後にかけて主にイタリア王立空軍とイタリア国家空軍で運用された単発単座戦闘機。設計及び製造はトリノで行われた。フィアット G.55は第二次世界大戦中にイタリアで製造された中ではほぼ最良の機体であり、1943年になるまで製造が開始されなかったが、メッサーシュミット Bf109およびフォッケウルフ Fw190との比較テストのあとで、ルフトヴァッフェがフィアット G.55を「最良の枢軸国戦闘機」と称えている。
もっぱら1943年9月8日のイタリアの降伏以降のイタリア国家空軍の識別マークをつけていた短い現役期間に、頑丈で高速な機体は高高度での優れた迎撃機であることを証明した。1944年にイタリア北部上空で、チェンタウロはイギリス軍のスーパーマリン スピットファイア、P-51 マスタング、P-47 サンダーボルトおよびP-38 ライトニングと交戦し、容易な対戦相手ではないことを証明した。イタリア軍パイロットはチェンタウロを好んだが、戦争は終盤になっており、製造されたのは300機に満たなかった。これに比べて、ドイツはメッサーシュミット Bf109を35,000機製造した。イタリアが、イギリスやドイツのような航空機の大量生産を可能にすることは望むべくもなかった。

## 概要
G.55はドイツ製ダイムラー・ベンツ DB 605液冷エンジン（1,475hp）を搭載した高性能、及び生産性を兼ね備えた戦闘機としてフィアット社で開発が進められた。
原型機は1942年4月30日に初飛行し、それまでの戦闘機より格段に高速で運動性も良く、パイロットたちから高い評価を得た。ただし生産に当たってはDB605がドイツ国内向けの生産に追われて入手困難だったため、同エンジンをライセンス生産したフィアットRA1050RC58 ティフォーネ（Tifone、台風の意）を搭載する事になった。但しこのエンジンの生産が軌道に乗るまで時間がかかり、結局本機の実戦投入は終戦の3ヶ月前である1943年6月までずれ込んだ。
G.55は同じDB605系エンジンを搭載したMC.205ベルトロやRe.2005サジタリオ（MC.205、Re.2005、G.55を総称して「serie5」と呼ぶ）に比べて武装の面で優れていた。量産型のMG151/20（20mm機関砲）×3、ブレダSAFAT12.7mm機銃×2は、M.C.205（MG151/20×2、ブレダSAFA12.7mm×2）より強力でRe.2005
（MG151/20×3、ブレダSAFA12.7mm×2）と同等、装弾数はブレダSAFA12.7mm各300発、MG151/20は軸内250発、翼内各200発であった。
イタリアでは戦局の悪化に伴い北アフリカからB-17やB-24といった連合軍の大型爆撃機が頻繁に来襲するようになった。それまでのイタリア戦闘機は爆撃機を迎撃するには武装が貧弱で火力に乏しく（例えば大戦期に於けるイタリア主力戦闘機であるMC.202 フォルゴーレはブレダSAFAT7.7mm×2、ブレダSAFAT12.7mm×2であり、列国の戦闘機と比べると見劣りしてしまう）、加えて高高度性能も劣っていた。
G.55はその点強力な武装を有し、また実用上昇限度が12,500mと比較的高く、優れた迎撃戦闘機であった。
イタリアが降伏する1943年9月8日までにイタリア王立空軍に引き渡されたG.55はそれほど多くはなかった。降伏後も生産は継続され、完成機はイタリア北部に誕生したファシスト系のイタリア社会共和国下の共和国空軍に引き渡された。G.55は最終的に約300機が生産された。

## 設計と開発
1939年までに主なイタリアの航空機メーカーは、第二次世界大戦初期に使用していた星型エンジン搭載の第一世代の単葉戦闘機（フィアット G.50やマッキ C.200などの戦闘機）を置き換える、V型エンジンを使用した新しいシリーズの単葉戦闘機の設計に着手していた。このプロセスでは、第一世代の星型エンジン戦闘機をダイムラー・ベンツ DB 601のイタリア製コピーで換装したもので（シリーズ 1/2と呼ばれた）、そのもっとも目覚ましい成果がマッキ C.202フォルゴーレだった（空力的に改善されたマッキ C.200 - マッキ C.201とも呼ばれる - の星型エンジンの代わりにV型12気筒エンジンを搭載していた）。一連の航空機には末尾に数字の「2」を付けた、アルファベットと数字からなる識別名が与えられた。しかしながら、この過程はここに留まらず、1941年には設計者の関心はダイムラー・ベンツ DB 605のライセンス生産品である新しく大型で強力なフィアット RA.1500エンジンに移っていた。この新しいエンジンを搭載した航空機は「セリエ5」となり、すべての末尾が数字の「5」からなるアルファベットと数字の識別名が与えられた（マッキ C.205、レジアーネ Re.2005およびフィアット G.55）。DB 601を搭載した自身が設計したフィアット G.50戦闘機の新しいバージョンを試していたフィアットの設計者ジュゼッペ・ガブリエッリは、DB 605を搭載した新しい設計に取り掛かった。
G.55の原型1号機は、ヴァレンティーノ・クスの操縦で1942年4月30日に初飛行し、すぐにその優れた性能と操縦性を明らかにした。200発の砲弾を搭載し、胴体前部に搭載され、プロペラハブを通して、エンジンのシリンダーバンクの間にから発射される20 mm MG 151 機関砲で武装していた。「サブシリーズ O」の機体にはエンジンカウリング上部に2丁、下部に2丁の合計4丁のプロペラ同期機構付きの12.7 mmブレダSAFAT機関銃も、300発の弾丸とともに搭載した。この配置は、カウリング下部に搭載した機関銃の再装填と整備性に問題があることがすぐに判明したためこの2丁は取り外され、その代わりにその後の生産シリーズである「セリエ1」では主翼内に2丁の20 mm MG 151/20が搭載された（合計3門の機関砲と2丁の12.7 mm機関銃の構成には、主翼内の機関砲の代わりに機関銃を搭載したバリエーションも存在する）。
原型機はグイドーニアに飛来し、ここでそれぞれがライセンス生産された強力なダイムラー・ベンツ DB 605エンジンを搭載した「セリエ5」と呼ばれる他の戦闘機（マッキ C.205V ヴェルトロおよび手ごわいレジアーネ Re.2005 サジタリオ）との比較試験が行われた。この試験でチェンタウロは全体で2番目の性能を示し、イタリア王立空軍が設定した納入条件をクリアすることができた。C.205Vは低高度から中高度で優れており、高速で優れた降下特性を備えていたが、8,000 m以上では、特に操縦性において性能が大幅に低下した。Re.2005は高速で高高度での最良の格闘戦闘能力を有していたが、振動に悩まされ、これはバランスの問題であることが判明した。この問題は修正されたが、技術的にもっとも高度で複雑なため製造に時間がかかり、戦争のこの段階では魅力的とは言えなかった。G.55はC.205とともに大量生産に向けて選択された。G.55の原型機はフル装備でWEP（戦時緊急出力）を使用せずに高度7,000 mで620 km/hに到達した。これは想定よりも少し遅かったが、頑丈な機体と全ての高度で優れた操縦性と安定性を発揮した。G.55のパイロットによる唯一の否定的な評価は、強力なエンジンのトルク反力によって離陸時に顕著に左にヨーイングすることだった。この欠点は、エンジントルクの影響をキャンセルするために垂直尾翼をわずかにオフセットすることで部分的には改善された。

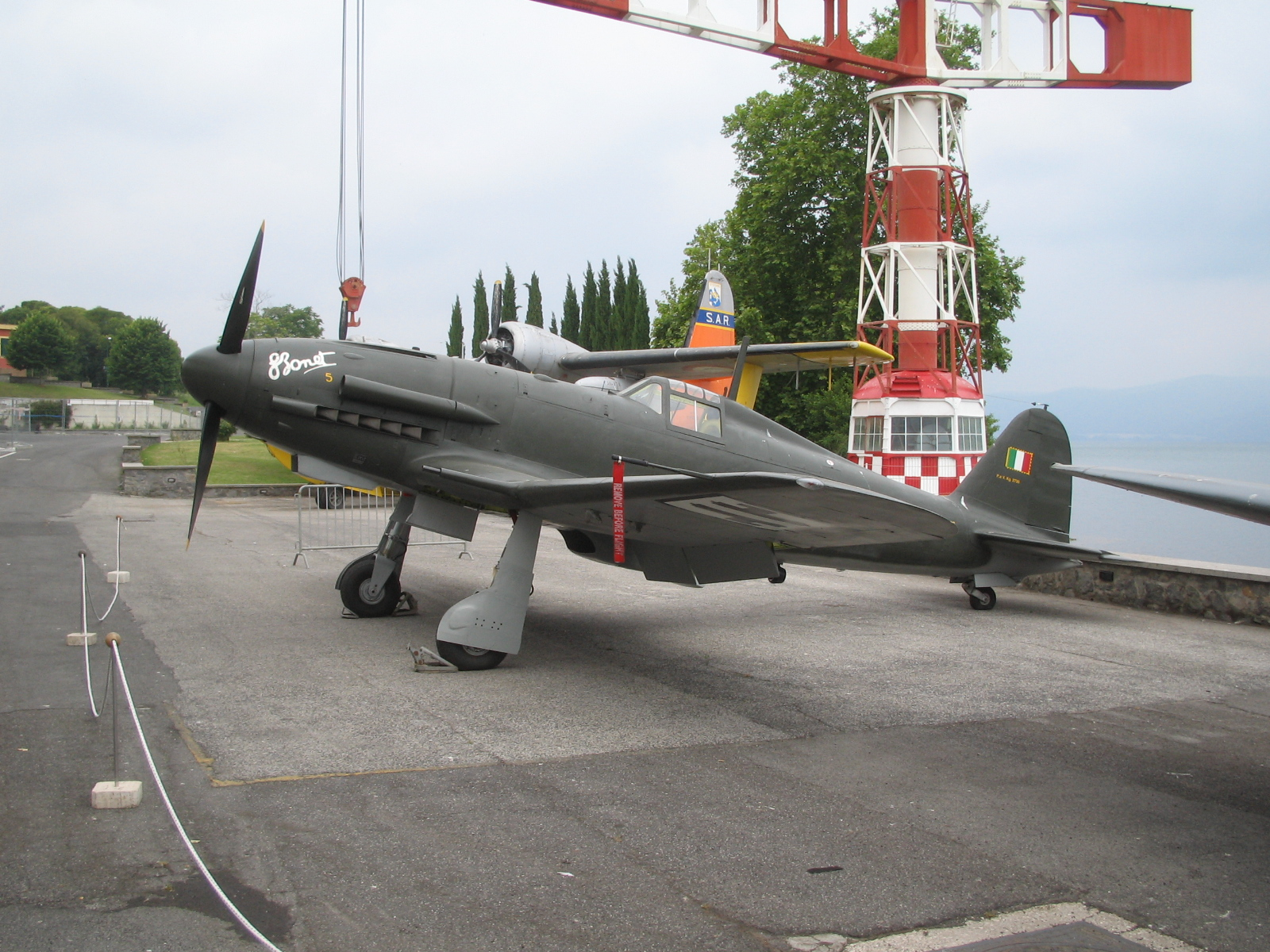
ラツィオ州のブラッチャーノ湖畔のヴィーニャ・ディ・ヴァッレ空軍歴史博物館に展示されるANR塗装のフィアットG.55

1943年初頭までに、イタリア全土を蹂躙する連合軍の爆撃は増加したが、効果的に対応できる高高度戦闘機がないことが明らかになった。マッキ C.202は爆撃機の通常の高度である高度8,000 m以上では性能が低下し、12.7 mmおおび7.7 mm機銃という軽武装では重爆撃機を撃墜することは困難だった。「セリエ5」の戦闘機の中で、チェンタウロが翼面積の大きさから高高度で最高の性能を示した。第１シリーズの生産で標準化された豊富な弾薬供給（機体中心線に搭載した機関砲に、Re.2005の120発に対してG.55は250発）とともに武装も強力であり、アメリカ製重爆撃機を撃墜するのに十分だった。
イタリア王立空軍は1,800機のG.55の生産を委託し、後に2,400機に変更した。34機の量産前サンプルが発注されたが、これらの機体は飛行特性を改善するための小変更を加えられた以外はほぼ原型機のままだった。これらは異なる武器の配置をとっており、上述したように、下部カウリングの2丁の機関銃が主翼に移されていた。34機の委託された機体のうち19機だけが組み立てられ、そのうちの6機は工場で第１シリーズ基準に変更された。
量産タイプは第１シリーズ（Serie I）と名付けられ、3門の20 mm MG 151/20と2丁の12.7 mmブレダSAFAT機関銃からなる標準武装に加えて、主翼下に爆弾2発（最大160 kg）か落下増槽2個（100リットル）を搭載可能なハードポイントを備えていた。1943年9月8日のイタリアの降伏までに、原型機を含む全てのシリーズの35機のG.55が納入された。そのうちの1機だけがイタリア共同交戦空軍に合流するためにイタリア南部に飛行し（2機目のG.55、MM.91150は、1944年の夏にテストパイロットのセラフィーノ・ゴスティーニが、脱走した捕虜のRAF将校を膝に載せて亡命した際に連合軍の手に入った。機体はRAFに接収されてイギリスのタングミアの中央戦闘機施設に移送され、1945年3月17日に識別番号VF204を与えられてフォードの倉庫に送られたが、最終的な行き先は不明である）。
その日からチェンタウロは、ドイツの支援を受けてムッソリーニがイタリア北部に設立したファシスト国家の空軍であるイタリア国家空軍（イタリア語: Aeronautica Nazionale Repubblicana、ANR）に就役した。最終的にドイツ国防空軍が徴発したチェンタウロおよびANRが獲得したチェンタウロの総数はいまだにわかっていない。およそ18機がANRにとりこまれ、12から20機（いくつかの公式報告によると42機の可能性もある）がドイツに徴発された。
ドイツ支配下のトリノにあったフィアットの工場では、約6ヶ月の間生産が続けられた。1944年4月25日にフィアット工場が激しい爆撃にあい、15機のG.55とともに、ドイツ空軍が発注した数機のフィアット G.12三発輸送機、BR.20爆撃機およびCR.42LW複葉戦闘機が破壊された164機のチェンタウロが完成したが、そのうちの97機が降伏の後で生産されてANRに納入された。ドイツの管理委員会である兵器および戦争生産参謀（ドイツ語: Rüstung und Kriegsproduktion Stab、RuK）の助言によって生産はモンフェッラートの小都市に分散され、部品の生産はノヴァーラのCANSAとヴェルチェッリのAVIAに委託された。各部品はその後トリノに集積され、テストパイロットのヴァレンティーノ・クス、ロランディ、アゴスティーニおよびカテッラによって試験飛行が行われた。生産は著しく低下し、1944年9月にドイツ当局によって停止された。総計で148機のG.55がANRに納入され、工場が占領された時には37機が完成しており、73機がさまざまな状態で生産ライン上に残っていた。

## 運用歴
チェンタウロの最初の実戦投入には原型3号機が使用された。1943年3月21日に、この機体はローマ・チャンピーノを拠点とする第51ストルモ（航空団）第2グルッポ（飛行団）に実用評価のために配属された。5月にG.55は部隊に従ってカリャリ近郊のカポテッラに移動し、1943年6月5日にサルディーニャを攻撃中の連合軍航空機に対峙して戦火の洗礼を受けた。続いて1943年4月10日および5月に2つの第１生産前シリーズが飛行した。6月上旬にこれらの機体はウンブリア州フォリーニョを拠点とする第353飛行隊に配属され、8月までにさらに9機が到着した。パイロットたちは1943年夏にこの新しい戦闘機を受け取ったことを喜んだ。
6月に最初の第1シリーズが、ペルージャ近くのフォリーニョの第51航空団「補完的飛行団」（イタリア語: Gruppo Complementare）に配属されたが、「補完的飛行団」の11機のG.55は7月に、ローマ・チャンピーノ南飛行場から運用されるべく、すでに生産前シリーズを運用していた第335飛行隊に移籍した。エジェーオ・ピットーニ大尉が指揮する第353飛行隊はアメリカ軍爆撃機の編隊に対する数多くの任務飛行を行ったが、戦闘はローマが無防備都市を宣言したことによって終結した。8月27日、第351および第352飛行隊はG.55を再装備するためにサルディーニャを離れてフォリーニョに到着した。しかし9月8日の時点でG.55はまだ到着していなかった。9月の第1週の間に、12機のチェンタウロがトリノ・ミラフィオーリの第153航空団第372飛行隊に配属された。イタリアが降伏した1943年9月8日に、イタリア王立空軍は35機のG.55を受領した。そのうちの1機だけがMaresciallo d'Italia（イタリア元帥）ことピエトロ・バドリオの招きを受け入れて連合軍に降伏するために南イタリアに飛行した。

### ANRでの運用
ドイツ国防空軍に徴発されたり、イタリア社会共和国が入手したG.55の厳密なデータは未だに不明である。およそ18機がANRにとりこまれ、12から20機ないしいくつかの報告によると42機がドイツに徴発された。チェンタウロはANRで就役し、300機のG.55/Iと、機関銃は搭載ぜずに5門の20 mm MG 151/20機関砲（1門は機体中央に、2門が上部カウリング、2門を主翼に搭載）で武装した200機の第2シリーズ、G.55/IIの製造が決定された。148機だけがANRの部隊に納入され、G.55の数が減るに連れてさまざまな派生型のBf 109Gの配備が進んだが、イタリア人パイロットはG.55を好んだので生産中止は極めて不評だった。
ANRは2個戦闘機飛行団（イタリア語: Gruppi Caccia terrestre）を有し、第1飛行団は当初1943年11月から1944年5月の間はマッキ C.205を装備していたが、その後1944年6月にG.55/Iに装備を変更し、1944年11月にBf 109Gに切り替え始めるまで使用した。第2飛行団はG.55を装備した主力部隊で、1943年12月から1944年8月まで70機を使用していたがBf 109Gに装備を変更した。
ANRで1943年11月に最初にG.55を装備した部隊は、第1飛行団に交代されてヴェネト州に移動するまでピエモンテから1944年3月29日まで運用されたモンテフスコ＝ボネット補完警備部隊だった。第2飛行団はブレッソで編成された。部隊は、初期にはアントーニオ・ヴィゾット中佐が指揮し、後にアルド・アレッサンドリーニ中佐に交代した。3個飛行隊（第4：ジジ・トレ・オセイ、第5：ディアヴォーリ・ロッシ、第6：ガンバ・ディ・フェッロ）を有していた。1944年4月まではミラノおよびヴァレーゼ近郊で運用され、その後、パルマとパヴィーアの近くに移り、さらにガルダ湖（ブレシアおよびヴェローナ近郊）に移転した。5月の終わりに、第2飛行団はG.55を第1飛行団に引き渡し、ドイツ軍第53戦闘航空団第I航空隊（I./JG 53）および第77戦闘航空団第II航空隊（II./JG 77）が使用していたBf 109G-6/R6に乗り換えた。
ANRにおいて、G.55はスピットファイアやマスタングといった連合軍戦闘機を相手に好成績をおさめた。

### ドイツの関心
1942年12月に、イタリア王立空軍の技術委員会はドイツ国防空軍「ルフトヴァッフェ」からレヒリンでの複数のドイツ製航空機のテストに招かれた。この訪問は枢軸国の航空機生産の標準化のための合同計画の一環だった。同じ頃、数人のドイツ空軍将校がグイドーニアを訪問し、「セリエ5」戦闘機が発揮するであろう能力に特に関心を寄せた。12月9日、こういった印象がドイツ空軍のスタッフ会議で議論され、ヘルマン・ゲーリングその人に興味を抱かせることになった。1943年2月に、ドイツのテスト委員会が新しイタリア製戦闘機を評価するためにイタリアに派遣された。同委員会はペターセン大佐に率いられるドイツ空軍パイロットと技術者からなっており、その中には航空機設計者のマルツも含まれていた。ドイツ人たちは模擬空戦で直接比較できるように自国のFw 190 A-5やBf 109 G-4などの航空機を持ち込んでいた。
テストは1943年2月20日に開始され、ドイツの委員会は特にG.55に感銘を受けた。全般的に「セリエ5」の戦闘機は低高度では非常に良好だったが、G.55は高高度でもドイツのライバルと比べて速度と上昇率で対抗でき、非常に良好な操縦特性を維持した。ドイツの委員会による最終的な評価では、G.55が「優秀」、Re.2005は「優秀」だが製造が困難でC.205は「平均的」と言うものだった。ペターセン大佐はG.55を「枢軸国で最高の戦闘機」と判断し、直ちに自分の感想をゲーリングに電報で伝えた。ペターセン、ミルヒおよびガーランドの推薦を聞いた後で、ゲーリングが開催した会議は1943年2月22日にドイツ国内でG.55を製造することを議決した。
良好な試験結果とは別に、ドイツの興味はG.55およびRe.2005を実現した開発能力にも向かった。特に、G.55は大きく重量があることから新しく明らかに大きくBf 109の機体には大きすぎて搭載できないと考えられていたより高出力のDB 603エンジン搭載の候補として考慮されていた。異なる訪問団が1943年3月から5月にかけてレヒリンとベルリンで組織された。G.55はミルヒ臨席のもとでレヒリンで再度テストされた。ガブリエッリ他のフィアットの担当者が、航空機の改善についての議論のためにドイツの工場に招待された。ドイツのG55/IIの仕様には、DB 603エンジン、5門の20 mm機関砲および与圧コックピットが含まれていた。武装を第1シリーズのオリジナルの構成である主翼左右のそれぞれに1門ずつの20 mm砲に限定するという提案にしたがうことで、DB 603エンジンはG.56原型機となる機体に無事に納まった。G.55に対するドイツの関心の具体的な表れとして、ドイツ空軍は評価と実験のために3機の完全なG.55/0（MM 91064, 65, 66）を取得し、3基のDB 603と専用の治具をDB 605のイタリア製コピーを搭載した他の量産機に組み付けるために提供した。ドイツ空軍の2機のG.55は、ドイツとイタリアの技術者が計画された修正と、生産工程の可能な最適化を研究するためにトリノのイタリア王立空軍の工場に残された。後に、この2機はG.55第1シリーズに組み替えられ、ANRに納入された。3機目はドイツでのテストと実験のためにレヒリンに移された。DB 603エンジンはG.56原型機の製作に使用された。
G.55計画に関する関心はイタリアの降伏後も高かった。1943年10月に、以前にレヒリンで個人的にG.55をテストしており、この機体を称賛していたクルト・タンクはG.55の製造について議論するためにトリノに赴いた。しかしながら、戦争中の出来事後、未だに最適化されていない生産工程がドイツ空軍によってG.55計画が中止された要因だった。
初期のG.55生産には約15,000人時を要し、工数を約9,000人時にするという見積もりはあったが、熟練したドイツの工場ではBf 109を5,000人時だけで組み立てることが可能だった。G.55計画の代わりに、DB 603はタンク自身のTa-152Cで使用された。

### 雷撃戦闘機
イタリア王立空軍はしばしば、三発機のSIAI-Marchetti SM.79スパルヴィエーロ中型爆撃機などの雷撃機で航空魚雷を使用した。戦争の初期にはある程度の成功を収め、地中海攻防戦にかなりの損失をもたらした。1942年末までに、旧式化したスパルヴィエーロは継続して増強される連合軍の戦闘機と対空防御に直面し、イタリア軍参謀は強力なエンジンを備えた単座の重戦闘機で魚雷攻撃を行うという、後に「雷撃戦闘機」と呼ばれるアイデアを模索した。イタリアの海岸近くに拠点を置くこのような航空機は、300～400 kmの行動半径を有し、680 kg魚雷（SM.79が搭載していたものの、より短くコンパクトなタイプ）を搭載して比較的高速で飛行し、敵の戦闘機を回避したり、同等の条件で戦闘することができるものだった。
G.55を適合させるために熟考が重ねられた一方で、フィアットは930 kW（1,250馬力）のフィアット A.83 R.C24/52星形エンジンを搭載した別の設計の魚雷を搭載するにより適したG.57の設計を開始した。その後、G.57計画が中止となった後でもANRはSM.79に代わる航空機を必要とし続け、ANRの技術者はチェンタウロを雷撃用に修正する作業を引き受けた。
量産型G.55（軍シリアル番号 MM.91086）が、920 kg、5.46 mの長い魚雷を運べるように改造された。通常はコックピット真下の胴体下面に単一のユニットとして取り付けられているエンジン冷却水のラジエーターは2分割されて主翼付け根の下に移され（Bf 109が採用した配置と同様）、魚雷搭載のための2つのラックが取り付けられる90 cmの場所を空けることができた。尾輪の支柱は、魚雷の尾部安定板が接地しないように延長されるとともに強化された緩衝器が取り付けられ、延長された支柱による空気抵抗の増加を抑えるためにカバーが供えられた。G.55/Sは、武装としてG.55/Iと同じ3門のMG 151/20と2丁のブレダSAFAT機関銃を搭載していた。
G.55/Sと言う識別記号が与えられたこの航空機は、1944年8月に初飛行し、アドリアーノ・マンテッリの操縦で1945年1月にテストに成功した。扱いにくい外部搭載物があるのにもかかわらず性能は良好で、操縦性も許容範囲内だった。ANRは量産前サンプルとして10機を発注し、量産シリーズとして100機を発注したが、戦争の終結によって計画は中止となった。G.55/Sの原型機は戦後まで残り、第1シリーズの標準状態に組みなおされた後で、新たに編成されたイタリア共和国空軍（AMI）に配属された最初のG.55となった。

## G.56

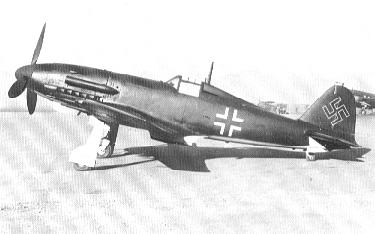
Fiat G.56

フィアット G.56は実質的にはより大きなダイムラー・ベンツ DB 603エンジンを搭載したフィアット G.55である。原型機2機が製造され、1944年3月に飛行試験が開始された。3月30日にヴァレンティーノ・クス司令官の操縦で690～700 km/hに達した。公式の最高速度は685 km/hで、プロペラ同軸の1門と、左右の主翼にそれぞれ1門の20 mm MG 151/20 機関砲を搭載していた。性能は素晴らしく、あらゆる種類の試験でBf 109KとBf 109GおよびFw 190Aに打ち勝った。しかしながら、ドイツ当局が量産を許可しなかった。

## 戦後
1946年にフィアットは、工場に残されていた部分的に完成した機体や大量の部品を使用してG.55の生産を再開した。それぞれ原型機が1946年9月5日と2月12日に飛行した、単座の戦闘機/高等練習機であるG.55Aと、複座の高等練習機のG.55Bの2種類があった。。
イタリア共和国空軍は19機のG.55Aと10機のG.55Bを取得し、アルゼンチン空軍は30機のG.55Aと15機のG.55Bを購入した。1951年9月にアルゼンチン海軍と陸軍の部隊がフアン・ペロン政権に対する軍事クーデターに参加した。アルゼンチン空軍のGrupo 2 de Caza（第2戦闘群）のG.55と、唯一ののアルゼンチン軍のG.59がくプンタ・インディオ海軍航空基地にむけて飛行し反乱軍に加わろうとした。パイロットたちは到着時に拘束され、飛行機は使えなくされたが、体制側の軍隊に敗れた反乱にはそれ以上加わらなかった。

### G.59

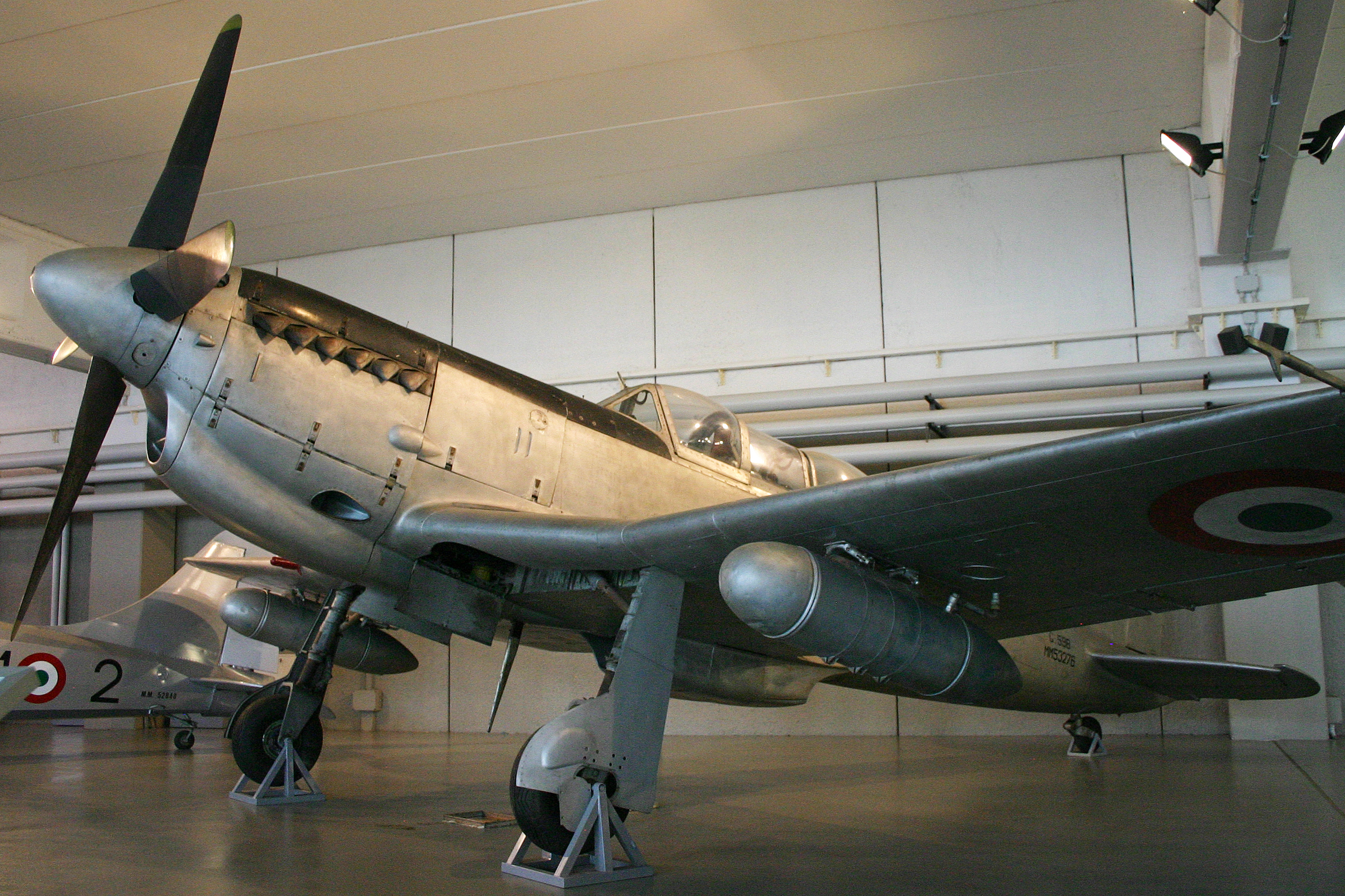
Fiat G.59

イタリアおよびアルゼンチン向けのG.55の注文への対応は、イタリアでライセンス生産されたDB 605エンジンの不足を招いた。この機体の需要がまだあったので、より容易に入手可能なロールス・ロイス マーリン エンジンに転換することが決定され、エンジン変更版は1948年前半に飛行した。この転換は成功し、イタリア空軍は所有するG.55をマーリン・エンジンに乗せ換えることを決定し、G.59-1A（単座）およびG.59-1B（複座）として1950年にレッチェ飛行学校で再就役させた。
シリアは同様な機体を30機発注したが、この時にはG.55の部品が底をついていたので完全な新造機体となった。このうちの26機は単座（G.59-2A）であり、残り4機が複座（G.59-2B）だった。1機のG.59-2Aが評価用にアルゼンチンに取得されたが、南アメリカの共和国からそれ以上の注文はなかった。
最終バージョンは単座のG.59-4Aと複座のG.59-4Bであり、視野を改善するためにバブル・キャノピーが採用されていた。イタリアによって20機のG.594Aと10機のG.59-4Bが製造された。

## 派生型
G.553機の原型機
G.55/016機の量産前の機体
G.55/1初期量産機
G.55/2爆撃機迎撃機タイプ
G.55/S雷撃機
G.55/A,B単座および複座の練習機タイプ、終戦後に開発された
G.561,300 kW (1,750 hp)のダイムラー・ベンツ DB 603エンジンを搭載した2機の原型機
G.57930 kW (1,250 hp)の星型エンジンフィアット A.83 R.C.24/52エンジン搭載が計画されたタイプ
G.59-1AG.55にロールス・ロイス マーリン・エンジンを搭載した単座高等練習機
G.59-1BG.55にロールス・ロイス マーリン・エンジンを搭載した複座高等練習機
G.59-2Aシリア向けに新造された26機のロールス・ロイス マーリン搭載の単座練習機
G.59-2Bシリア向けに新造された4機のロールス・ロイス マーリン搭載の複座練習機
G.59-4Aバブル・キャノピーが採用された、イタリア共和国空軍向けの新造された20機の単座機20
G.59-4Bバブル・キャノピーが採用された、イタリア共和国空軍向けの新造された10機の複座機

## 運用国

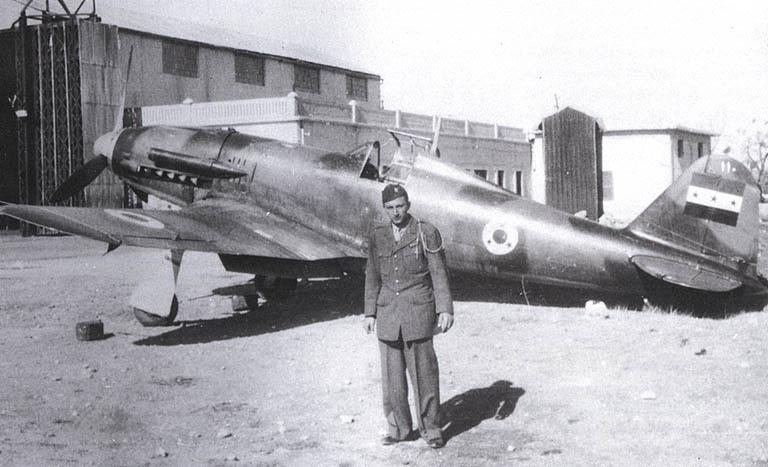
シリア軍のフィアット G.55

アルゼンチン
- アルゼンチン空軍

 エジプト
- 王立エジプト空軍

 イタリア王国
- イタリア王立空軍

イタリア社会共和国
- イタリア国家空軍（英語版）

 イタリア
- イタリア空軍は、1965年に退役するまで74機のフィアット G.59を使用していた[28]。

 シリア
- シリア空軍

## 仕様 (G.55/I)
出典: "Centauro – The Final Fling"
諸元
- 乗員: 1
- 全長: 9.37 m
- 全高: 3.13 m
- 翼幅: 11.85 m
- 翼面積: 21.11 m2
- 空虚重量: 2,630 kg
- 最大離陸重量: 3,718 kg
- 動力: フィアット RA.1050 R.C.58 ティフォーネ（ダイムラー・ベンツ DB 605のライセンス生産） V-12倒立液冷ピストンエンジン、1,085 kW    × 1

性能
- 最大速度: 623 km/h
- フェリー飛行時航続距離: 1,650 km  100リットル落下増槽x2
- 航続距離: 1,200 km
- 実用上昇限度: 12,750 m
- 翼面荷重: 154 kg/m2
- 馬力荷重（プロペラ）: 0.308 kW/kg
- 上昇時間

- 6,000 mまで5分50秒
- 7,000 mまで8分34秒

武装
- 固定武装:

G.55 セリエ 0:
- 1 × 20 mm MG 151/20機関砲、エンジン固定（250発）
- 4 × 12.7　mm ブレダSAFAT機関銃、上部エンジンカウルに2丁、下部エンジンカウル/主翼付け根に2丁（300発）

G.55 セリエ I:
- 3 × 20 mm MG 151/20機関砲、エンジン固定（250発）1門および主翼に2門（200発）
- 2 × 12.7　mm ブレダSAFAT機関銃、上部エンジンカウル（300発）
- 主翼下面のラックに160 kg爆弾2発搭載可能[注釈 4]

## 現存する機体
G.55の現存する機体は無いが、ヴィーニャ・ディ・ヴァッレ空軍歴史博物館（イタリア空軍博物館）には、G.55と基本設計は同様であるG.59-2A練習機 セリエIVのMM53265号機を改造したG.55が展示されている。

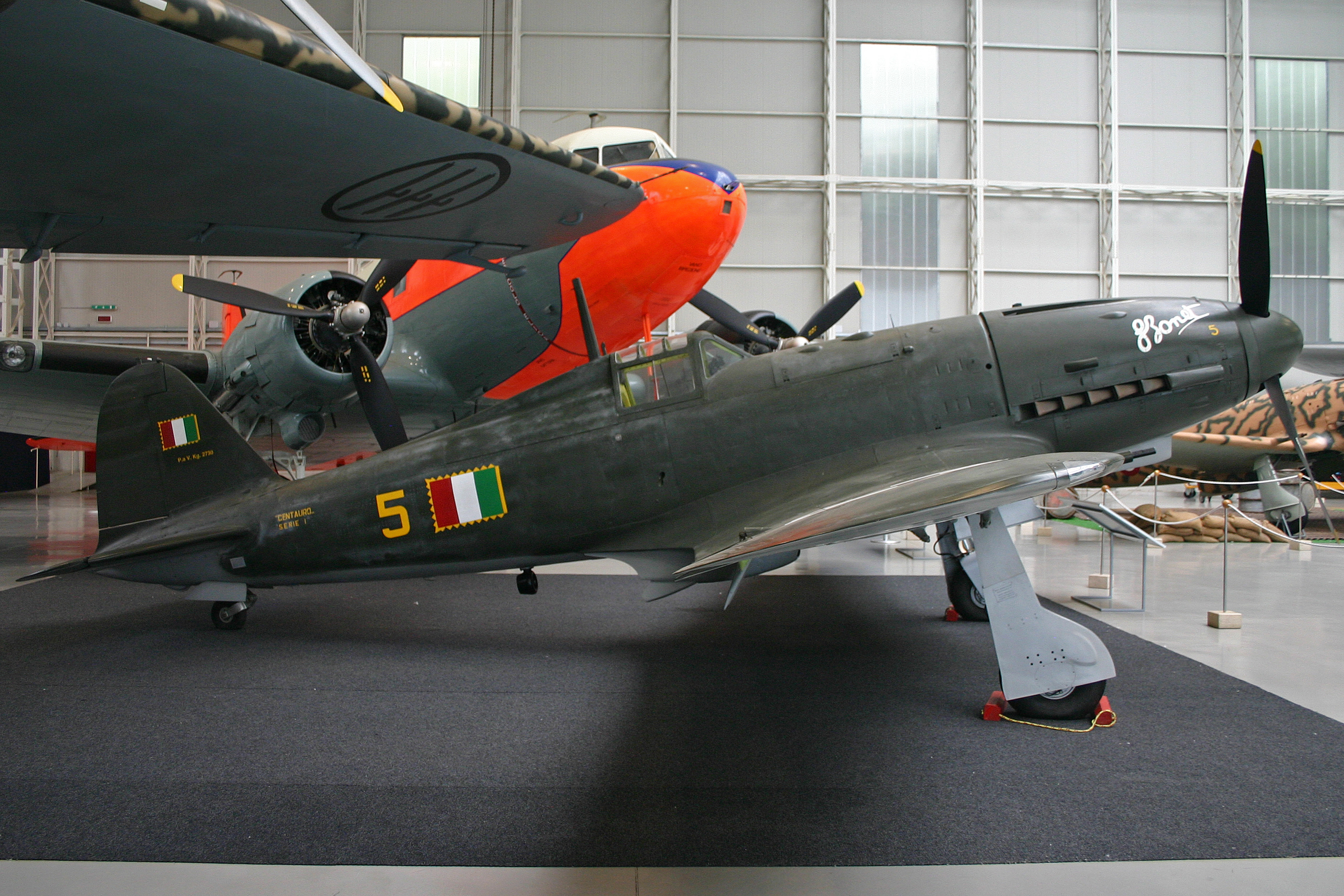
空軍博物館のG.55（本来はG.59）

博物館公式サイト　説明ページ
博物館公式サイト　諸元ページ

## 登場作品

### アニメ
『ストライクウィッチーズ』
ロマーニャ公国出身の隊員フランチェスカ・ルッキーニ少尉が使用するストライカーユニット。

### ゲーム
『ストライカーズ1945Plus』（彩京）
シューティングゲーム。本機をモデルとする「フィアットG.56」が自機のひとつとして登場。移動速度と攻撃能力に難があるが、溜め撃ちを小刻みに撃つことで対処していく機体となっている。
「War Thunder」
G.55 sottoserie 0、G.55 serie 1、G.55s、G.56の4種類が存在する。高火力、良好な機動性でイタリア屈指の強機体である。